# Система управления багажом
BHS (сокр. от англ. Baggage handling system — система управления багажом) — система управления, обеспечивающая автоматизацию перемещения багажа в аэропортах.
Система автоматизированного управления багажом может строиться на различных технологиях. Наибольшее распространение получили системы на базе RFID и штрих-кодов.
Система на базе RFID имеет ряд преимуществ:
- Дальность считывания до 5—7 м
- 100 % достоверность считывания
- Высокая скорость считывания
- Не требуется прямой видимости объекта (этикетка со штрих-кодом должна быть в прямой видимости считывателя)
- Допустимо загрязнение этикетки с RFID меткой, для этикетки со штрих-кодом это критично

BHS системы на базе RFID реализованы в крупнейших мировых аэропортах, в том числе: Франкфурт (аэропорт), Мюнхен (аэропорт), Лиссабон и др.
Реализация BHS RFID системы позволяет повысить пропускную способность аэропорта на 60 % в плане своевременной доставки багажа и обеспечивает стопроцентную достоверность доставки багажа.